# Antonio Carnevali
Antonio Carnevali (Sassuolo, 17 gennaio 1910 – Sassuolo, 12 giugno 1977) è stato un allenatore di calcio e calciatore italiano, di ruolo attaccante.

## Carriera
Esordì in Serie A con la maglia del Modena il 6 ottobre 1929 in Padova-Modena (1-3). Con i gialloblu disputò nove campionati.
Giocò in massima serie anche con la maglia del Palermo nella stagione 1935-1936 (10 presenze e 2 reti). Nella stagione 1936-1937 giocò 4 partite in Serie B prima di tornare per due anni al Modena e passare poi al Padova e alla Reggiana, ritirandosi nel 1942.

## Palmarès

### Giocatore

#### Competizioni nazionali
- Serie B: 1

Modena: 1937-1938